# Muntanyes del Caucas
Les muntanyes del Caucas són una serralada d'intersecció situada a Euràsia, entre la mar Negra i la mar Càspia a la regió del Caucas. El Gran Caucas s'estén d'oest-nord-oest a est-sud-est, des de la Reserva Natural del Caucas als voltants de Sotxi, Rússia, a la riba nord-est del mar Negra, fins a Bakú, Azerbaidjan, a la mar Càspia. Acullen el mont Elbrus, el cim més alt d'Europa amb 5.642 metres sobre el nivell del mar.
Les muntanyes del Caucas es divideixen tradicionalment en la serralada del Gran Caucas al nord i les muntanyes del Petit Caucas al sud.
Les dues serralades, gran i petita, estan connectades per la serralada de Likhi. Entre l'oest i l'est d'aquestes muntanyes es troba la plana de la Còlquida i la plana de Kur-Araz. La serralada de Meskheti forma part del sistema del petit caucas. Al sud-est, el riu Aras separa el Caucas Menor de les muntanyes Talix que es troben a cavall de la frontera del sud-est de l'Azerbaidjan i l'Iran. El petit Caucas i les terres altes armènies constitueixen les terres altes transcaucàsicasiques, que al seu extrem occidental convergeixen amb l'altiplà de les terres altes d'Anatòlia oriental a l'extrem nord-est de Turquia. Geològicament, les muntanyes del Caucas pertanyen al sistema de cinturons d'Alpide que s'estén des del sud-est d'Europa fins a Àsia i es considera una frontera entre els dos continents. Les muntanyes del Gran Caucas estan compostes principalment per roques del Cretaci i del Juràssic amb les roques del Paleozoic i el Precambrià a les regions més altes. Algunes formacions volcàniques es troben a tota la serralada. D'altra banda, les muntanyes del Caucas Menor estan formades predominantment per les roques del Paleogen amb una part molt més petita de les roques del Juràssic i del Cretaci. L'evolució del Caucas va començar des del Triàsic tardà fins al Juràssic final durant l'orogènesi cimmeriana al marge actiu de l'oceà de Tetis mentre que l'elevació del Gran Caucas es data al Miocè durant l'orogènesi alpina.
El cim més alt d'Europa és l'Elbrús (5.642 m), que es troba a les muntanyes del Caucas. L'Elbrús és 832 metres més alt que el mont Blanc, el cim més alt dels Alps, amb 4.810 m. La serralada del Caucas és la divisòria continental entre Europa i Àsia o, cosa que és el mateix, entre la mar Negra i la mar Càspia.
| Cim                  | Altura (m) | Prominència (m) | País           |
| -------------------- | ---------- | --------------- | -------------- |
| Elbrús               | 5.642      | 4.741           | Rússia         |
| Dikh-Tau             | 5.205      | 2.002           | Rússia         |
| Xkhara               | 5,201      | 1.365           | Geòrgia/Rússia |
| Kóixtan-Tau          | 5.152      | 822             | Rússia         |
| Djanga (Djangui-Tau) | 5.059      | 300             | Geòrgia/Rússia |
| Kazbek               | 5.047      | 2.353           | Geòrgia/Rússia |
| Puixkin              | 5.033      | 110             | Geòrgia/Rússia |
| Katin-Tau            | 4.979      | 240             | Geòrgia/Rússia |
| Guéstola             | 4.860      |                 | Geòrgia        |
| Xota Rustaveli       | 4.860      | c.50            | Geòrgia/Rússia |
| Tetnuldi             | 4.858      | 672             | Geòrgia        |
| Djimara              | 4.780      |                 | Geòrgia/Rússia |
| Uixba                | 4.710      | 1,.143          | Geòrgia        |
| Ailama               | 4.547      | 1.067           | Geòrgia        |
| Tebulosmta           | 4.499      | 2.145           | Geòrgia/Rússia |
| Bazardüzü            | 4.466      | 2.454           | Azerbaidjan    |
| Tepli                | 4.431      |                 | Rússia         |
| Diklo                | 4.285      | 843             | Geòrgia        |
| Şahdağ               | 4.243      |                 | Azerbaidjan    |
| Addalà-Xukhguelmeer  | 4.152      | 1.792           | Rússia         |
| Diultidag            | 4.127      | 1.834           | Rússia         |
| Aragats              | 4.090      | 2.143           | Armènia        |

## Geologia
Les muntanyes del Caucas es van formar en gran part com a resultat d'una col·lisió de plaques tectòniques entre la placa aràbiga movent-se cap al nord respecte a la placa eurasiàtica. Quan el mar de Tetis es va tancar i la placa aràbiga va xocar amb la placa iraniana i es va empènyer contra ella, provocant el seu xoc final. Quan això va passar, totes les roques que s'havien dipositat en aquesta conca des del Juràssic fins al Miocè es van plegar per formar les muntanyes del Gran Caucas. Aquesta col·lisió també va provocar l'elevació i l'activitat volcànica del Cenozoic a les muntanyes del Caucas Menor.
Tota la regió està sotmesa regularment a forts terratrèmols per aquesta activitat. Mentre que les muntanyes del Gran Caucas tenen una estructura sedimentària principalment plegada, les muntanyes del petit Caucas són en gran part d'origen volcànic.
L’altiplà volcànic de Javakheti a Geòrgia i les serralades volcàniques circumdants que s'estenen fins al centre d'Armènia són algunes de les característiques més joves de la regió. Només recentment el Caucas va ser un escenari d'una intensa activitat volcànica: les terres altes armènies van ser inundades per basalts calc-alcalins i andesites al Pliocè i els cims més alts del Caucas, l'Elbrús i el Kazbek, formats com a volcans del Plistocè - Pliocè. El Kazbek ja no està actiu, però l'Elbrus va entrar en erupció en temps postglacials i es registra activitat de fumaroles prop del seu cim. L'activitat sísmica contemporània és una característica destacada de la regió, que reflecteix falles actives i escurçament de l'escorça. Els cúmuls de sismicitat es produeixen al Daguestan i al nord d'Armènia. S'han documentat molts terratrèmols devastadors en temps històrics, inclòs el terratrèmol de Spitak el desembre de 1988 que va destruir la regió de Gyumri - Vanadzor d'Armènia.

## Clima

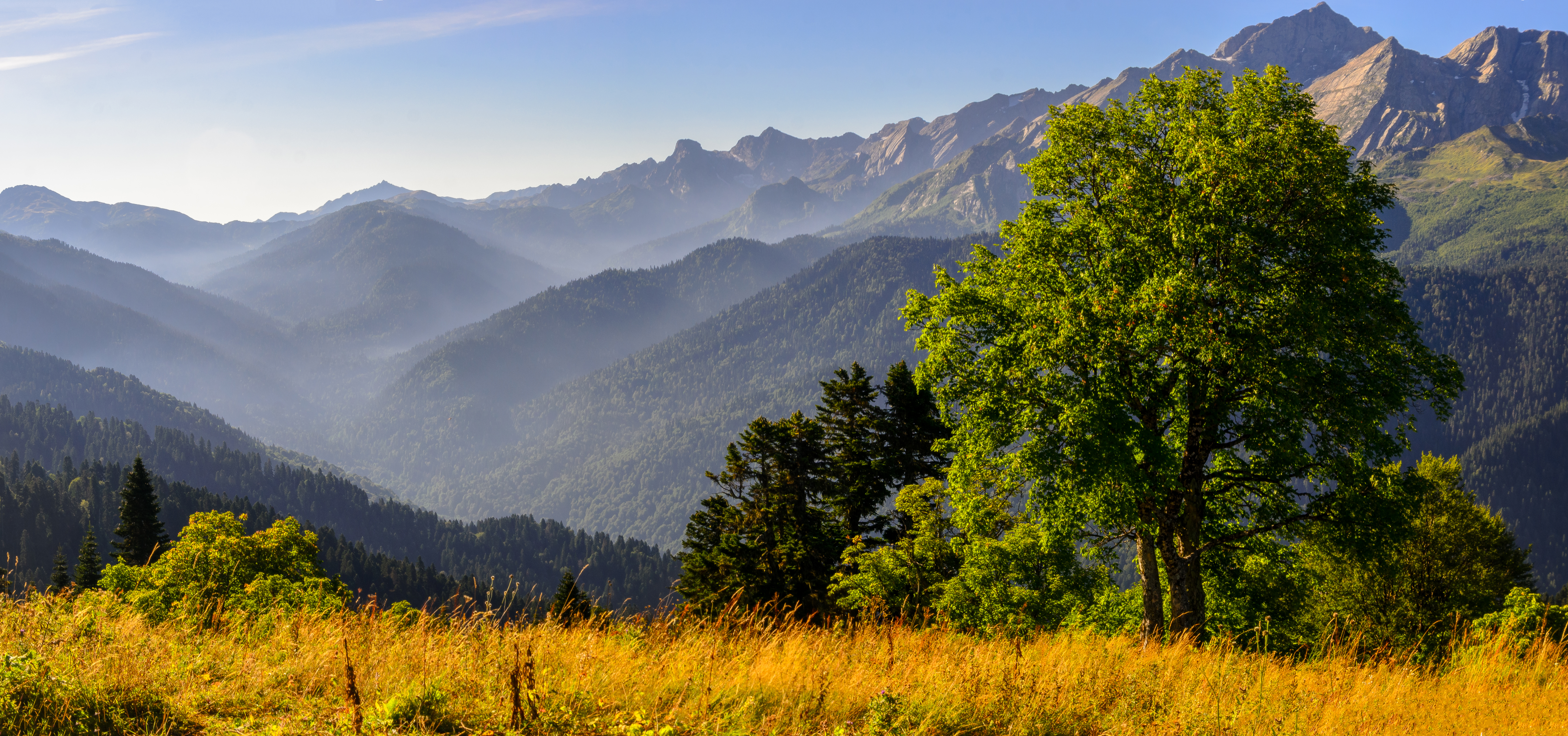
Aishkho Pass, reserva natural del Caucas

El clima del Caucas varia tant verticalment (segons l'elevació) com horitzontalment (per latitud i ubicació). La temperatura generalment disminueix a mesura que augmenta l'elevació. La temperatura mitjana anual a Sukhumi, Abkhàzia al nivell del mar és de 15 °C mentre als vessants del mont Kazbek a una altitud de 3700 m, la temperatura mitjana anual cau a -6,1 °C. Els vessants nord de la serralada del Gran Caucas són 3 °C més fred que els vessants sud. Les terres altes de les muntanyes del Petit Caucas a Armènia, Azerbaidjan i Geòrgia estan marcades per forts contrastos de temperatura entre els mesos d'estiu i d'hivern a causa d'un clima més continental.
Les precipitacions augmenten d'est a oest a la majoria de zones. L'elevació té un paper important al Caucas i les muntanyes generalment reben majors quantitats de precipitació que les zones baixes. Les regions del nord-est (Daguestan) i les parts del sud de les muntanyes del Caucas Petit són les més seques. La precipitació mínima absoluta anual és de 25 mm a la depressió del Caspi. Les parts occidentals de les muntanyes del Caucas estan marcades per grans quantitats de precipitació. Els vessants sud de la serralada del Gran Caucas reben majors quantitats de precipitació que els vessants nord. Les precipitacions anuals al Caucas occidental oscil·len entre 1000-400 mm mentre que al Caucas oriental i septentrional (Txetxènia, Ingúixia, Kabardino-Balkaria, Ossètia, Kakhètia, Kartli, etc.) les precipitacions oscil·len entre 600-180 mm. La precipitació màxima absoluta anual és de 410 mm al voltant de la zona del mont Mtirala que es troba a la serralada de Meskheti a Adjària. La precipitació de la Serralada del Caucas Menor (Geòrgia del Sud, Armènia, Azerbaidjan occidental), sense incloure la Serralada de Meskheti, varia entre 300 i 80 mm anuals.
Les muntanyes del Caucas són conegudes per la gran quantitat de neu, encara que moltes regions que no es troben al llarg dels vessants de barlovento no reben gairebé tanta neu. Això és especialment cert per a les muntanyes del Petit Caucas, que estan una mica aïllades de les influències humides procedents de la mar Negra i reben considerablement menys precipitació (en forma de neu) que les muntanyes del Gran Caucas. La cobertura de neu mitjana hivernal de les muntanyes del Caucas Menor oscil·la entre 10-30 cm. Les muntanyes del Gran Caucas (especialment els vessants sud-oest) estan marcades per fortes nevades. Les allaus són freqüents de novembre a abril.
La coberta de neu a diverses regions (Svanètia i el nord d'Abkhàzia) pot arribar 5 m. La regió del mont Achishkho, que és el lloc més nevat del Caucas, registra sovint uns gruixos de neu de 7 m.

## Història
Travessar la serralada del Caucas era un tram important de l'eix nord de la Ruta de la Seda. Hi havia un pas a l'extrem sud-est a Derbent (conegut com les Portes del Caspi o Portes d'Alexandre), i diversos passos per tota la serra: el pas de Jvari a 2379 m i per sobre del congost de Darial a la carretera militar de Geòrgia, el coll de Mamison al camí militar d'Ossètia, a 2911 m, i túnel de Roki a 2310 m.
Les muntanyes properes a Sotxi van acollir part dels Jocs Olímpics d'Hivern de 2014.

## Galeria

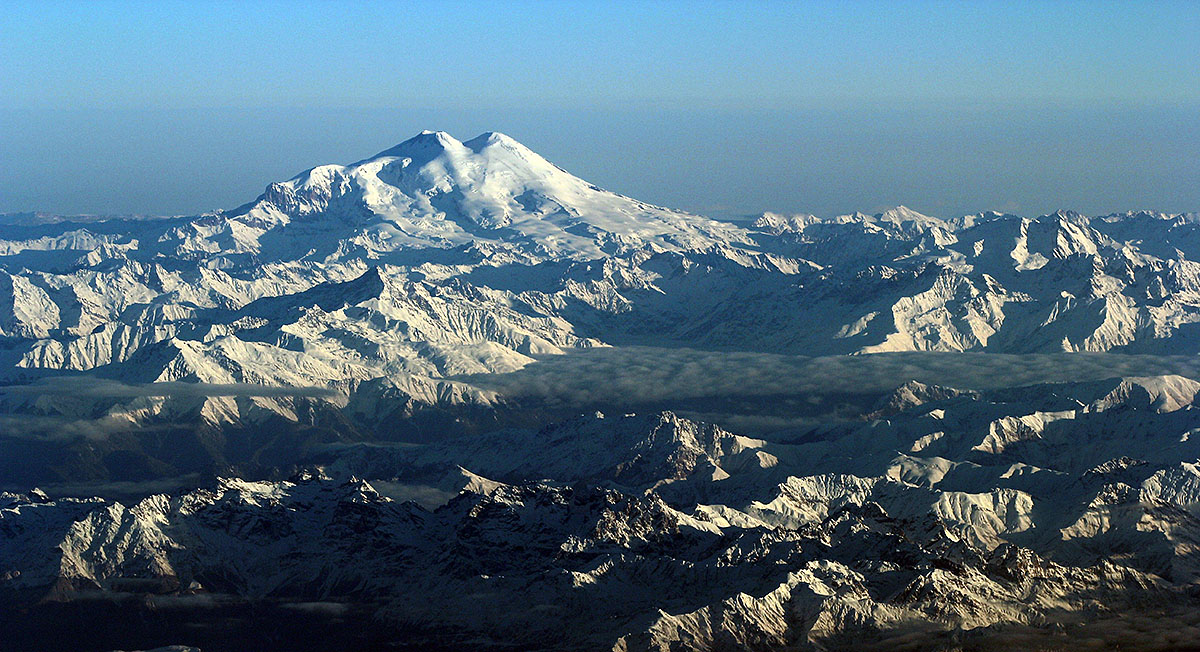
El mont Elbrus vist des del sud a Rússia
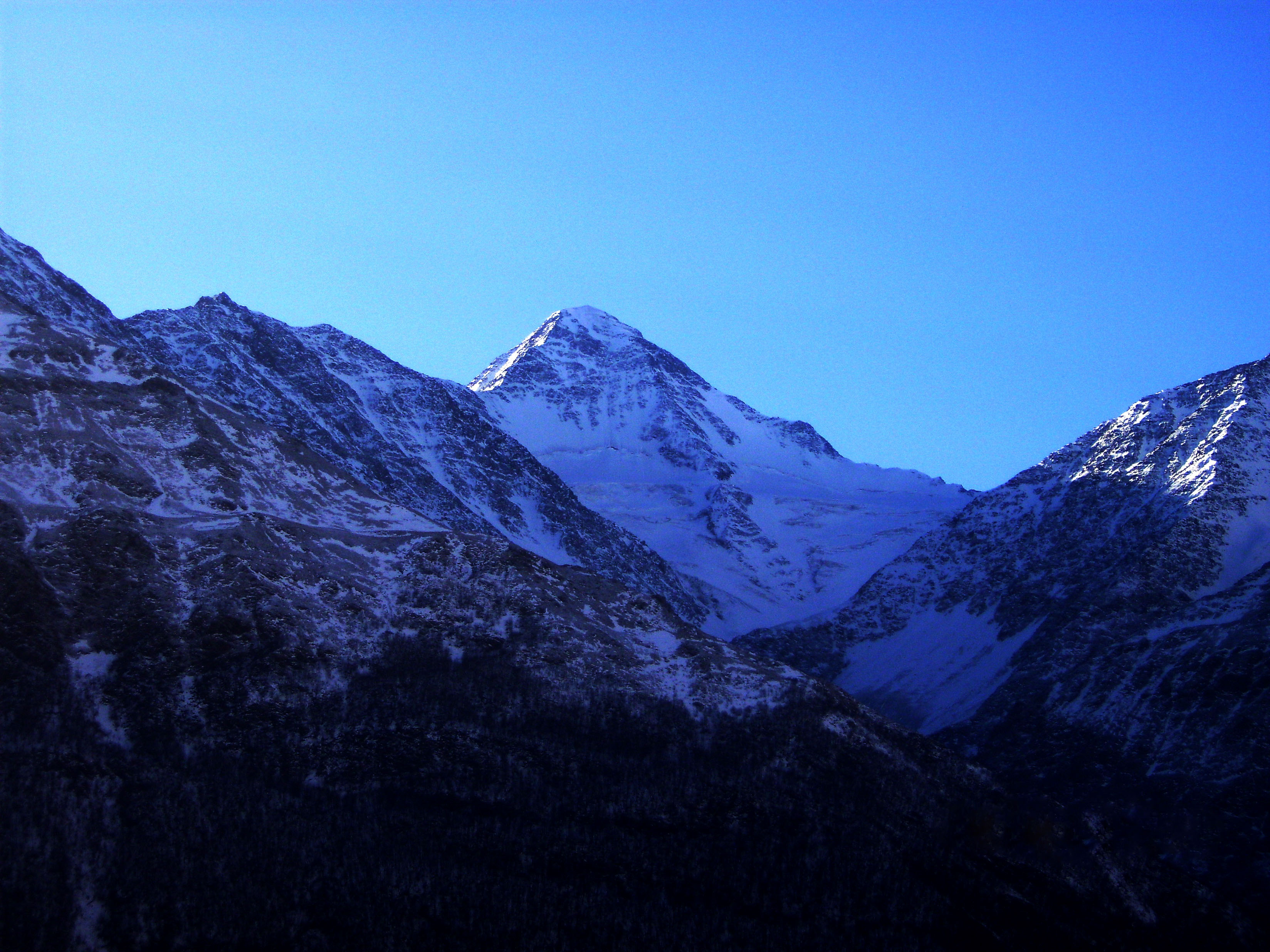
Muntanya Komito a Txetxènia
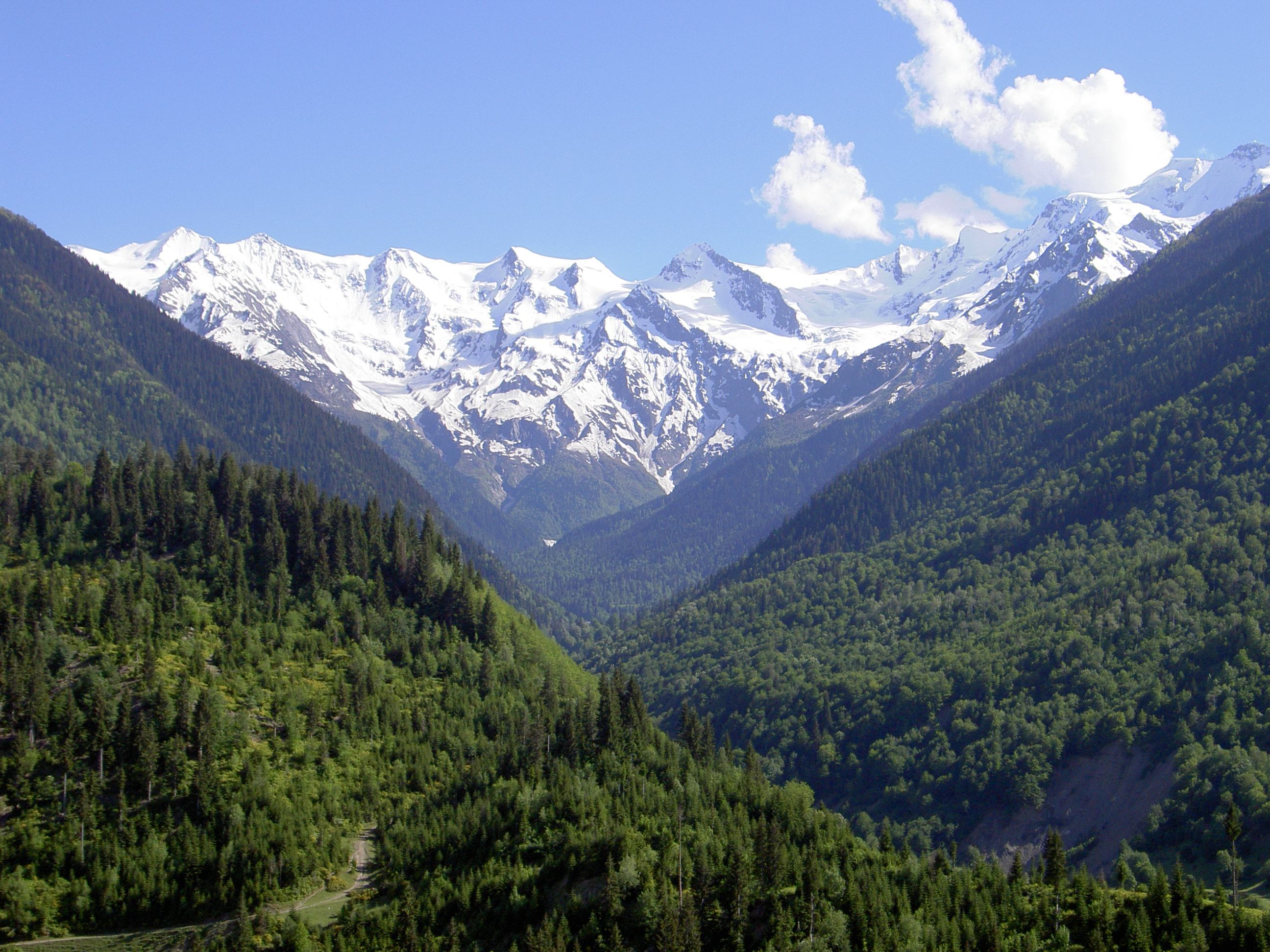
Muntanyes del Caucas a Svaneti, Geòrgia
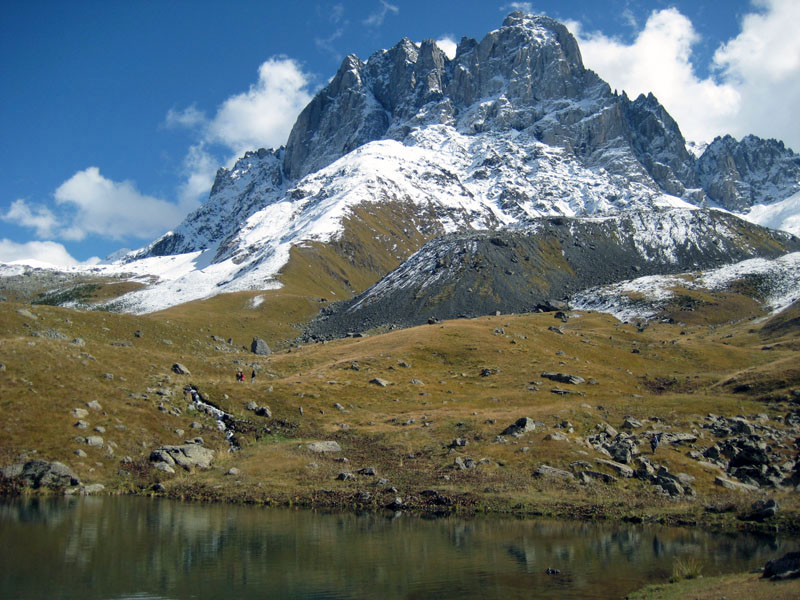
Muntanya Chaukhi a Khevi, Geòrgia
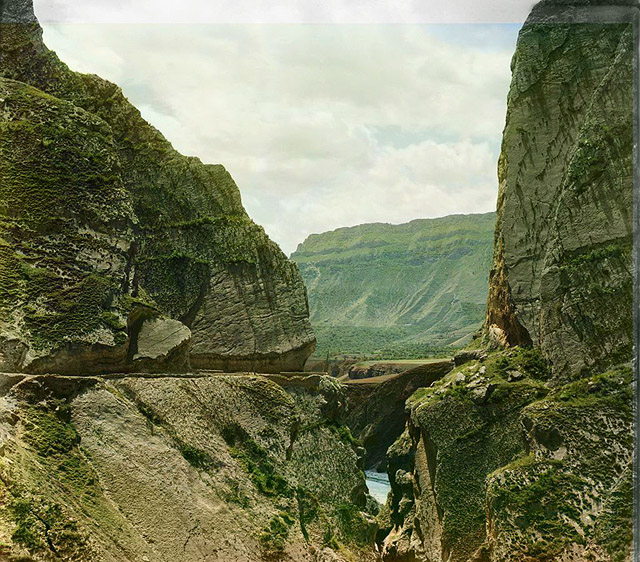
Un congost al Daguestan, Rússia
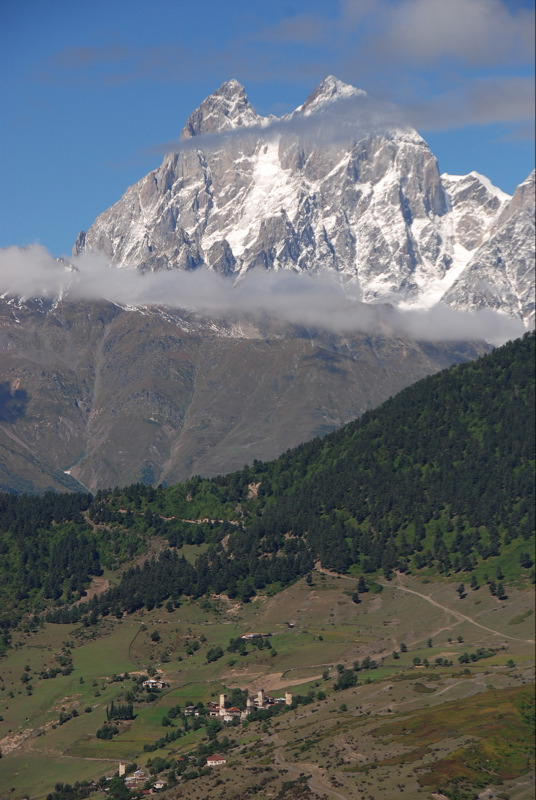
Uixba de dos pics a Geòrgia
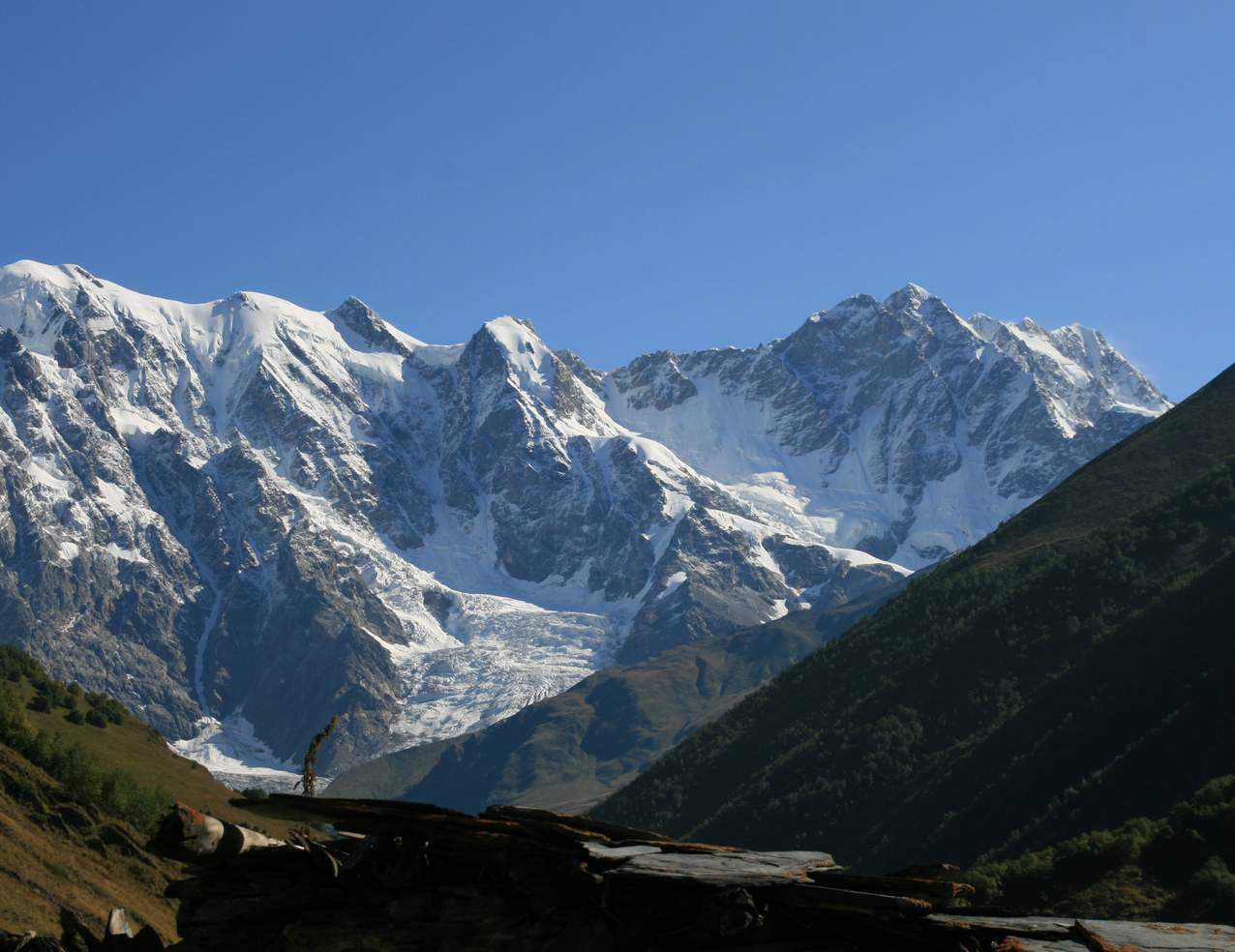
Mont Xkhara a Geòrgia
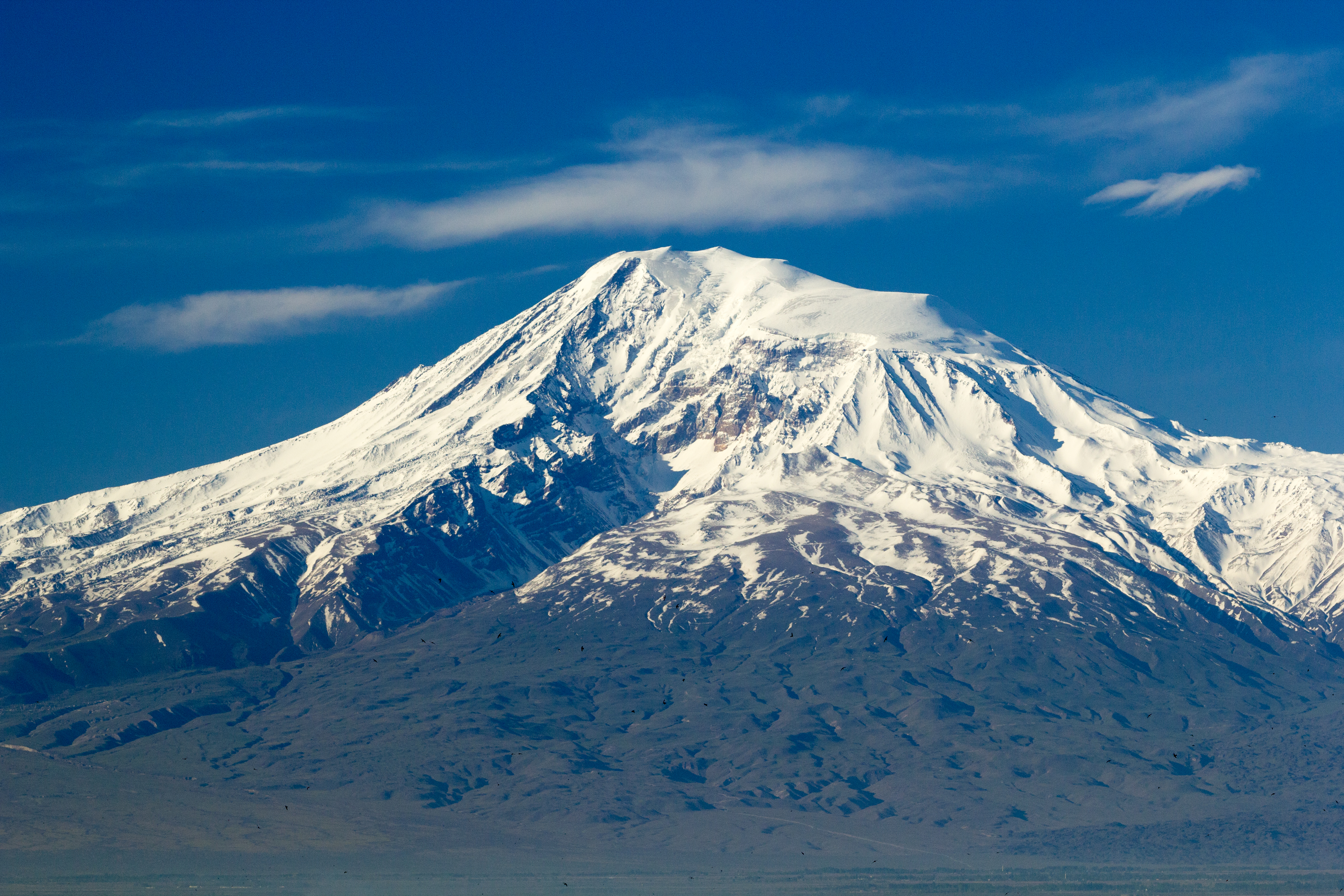
El mont Ararat a Turquia, vist des d'Erevan, Armènia
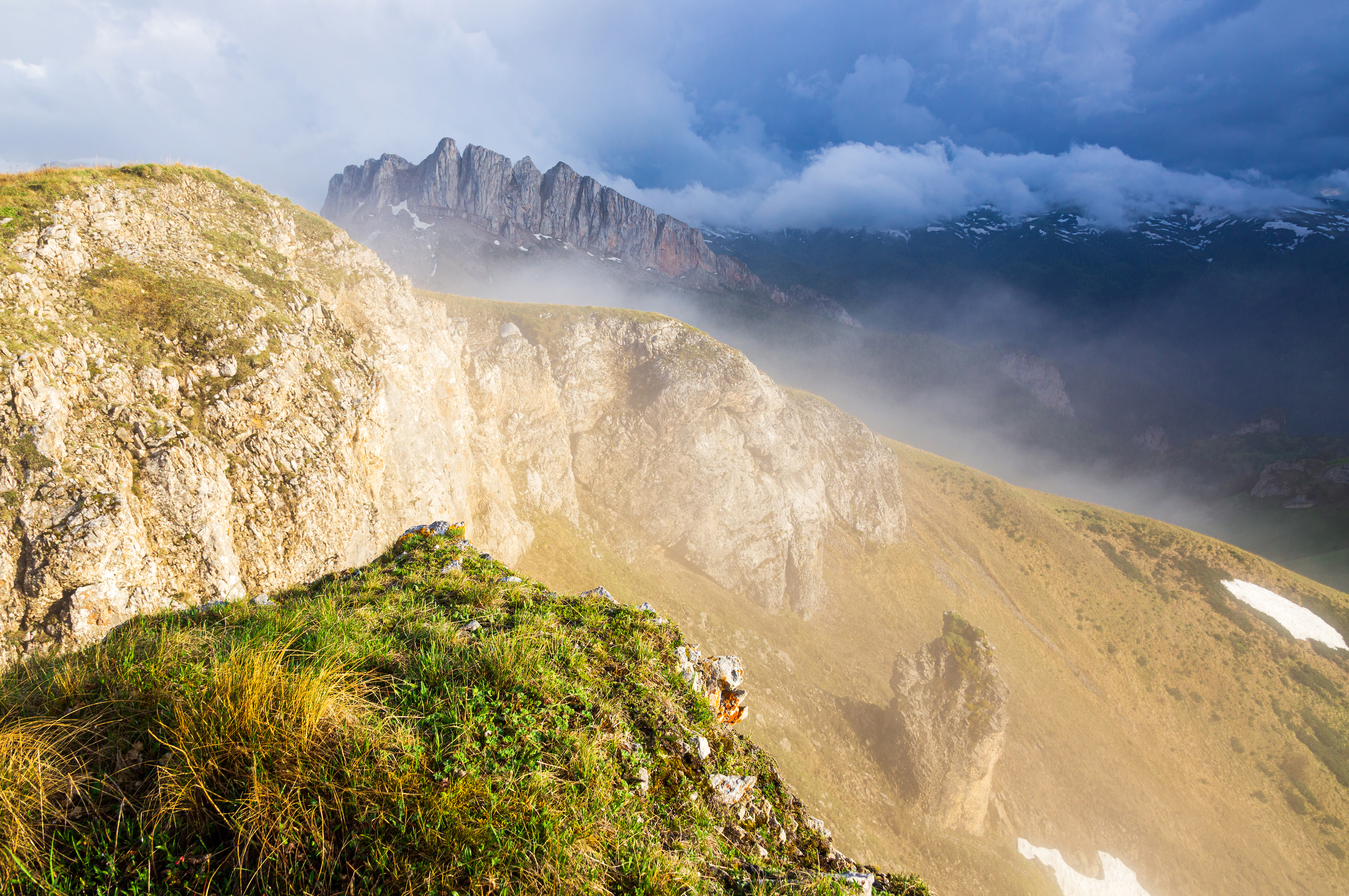
Mont Asbestnaya i Mont Acheshbok, Rússia
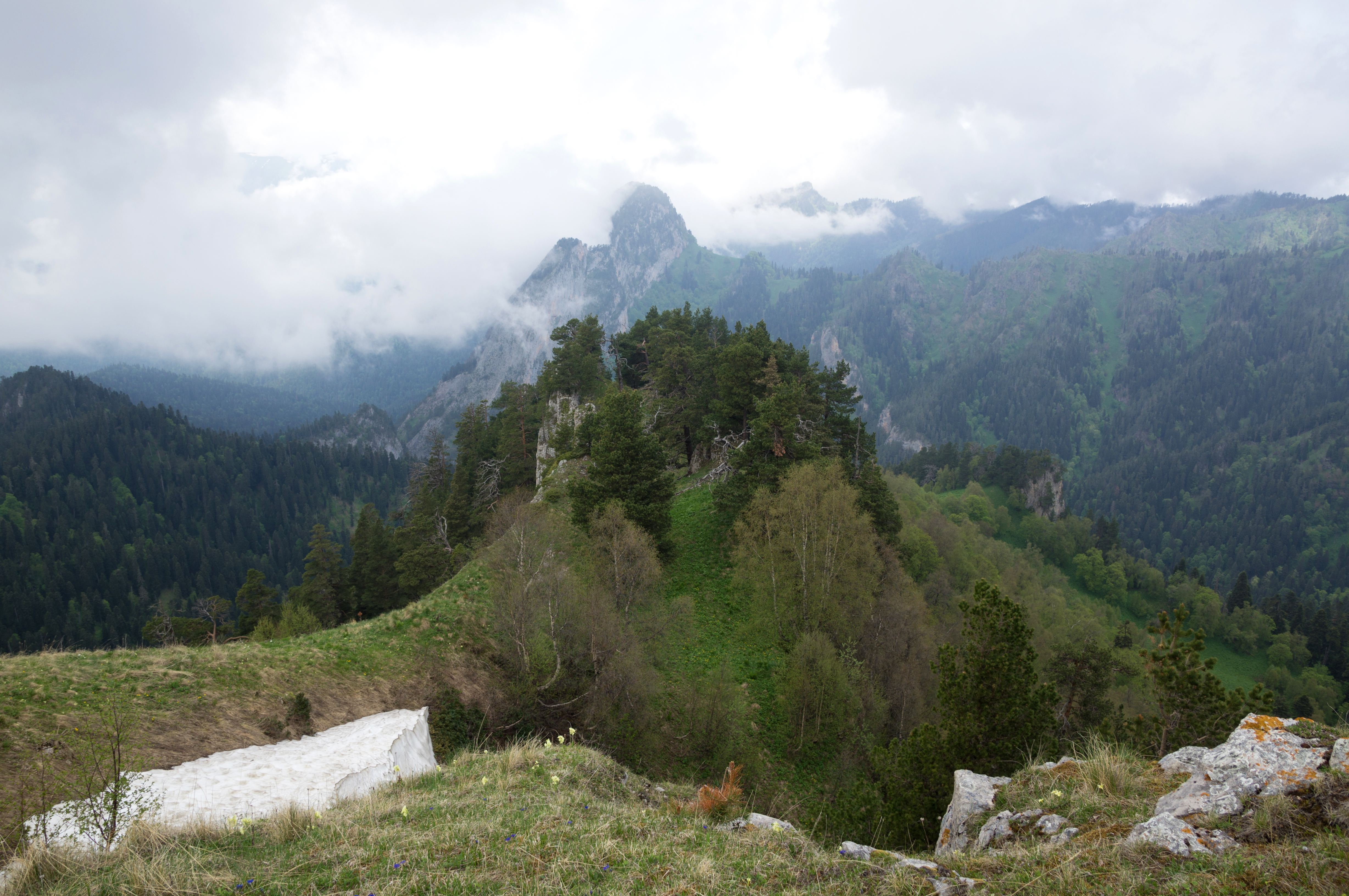
Parc Bolxoi Tkhach, Rússia

## Bibliografiа
- Parts d'aquest article són de NASA Earth Observatory: «Mt. Elbrus».  NASA, 12-09-2000. Arxivat de l'original el 2005-10-28.
- Encyclopædia Britannica (en anglès). 11a ed, 1911, p. 550–555.
- Cornell, Svante E. Small Nations and Great Powers: A study of ethnopolitical conflict in the Caucasus.  Routledge, 1 desembre 2000. ISBN 978-070071162-8. «Sets out a synthesis of the Caucasian conflicts and a conclusion on the place of the Caucasus in world affairs.»
- Asmus, Ronald. A Little War that Shook the World: Georgia, Russia, and the Future of the West. NYU (2010). ISBN 978-0-230-61773-5
- de Waal, Thomas. Black Garden. NYU (2003). ISBN 0-8147-1945-7
- Gasimov, Zaur: "The Caucasus", European History Online, Mainz: Institute of European History, 2011, retrieved: novembre 18, 2011.
- Goltz, Thomas. Azerbaijan Diary: A Rogue Reporter's Adventures in an Oil-Rich, War-Torn, Post-Soviet Republic. M E Sharpe (1998). ISBN 0-7656-0244-X
- Goltz, Thomas. Chechnya Diary: A War Correspondent's Story of Surviving the War in Chechnya. M E Sharpe (2003). ISBN 0-312-268-74-2
- Goltz, Thomas. Georgia Diary: A Chronicle of War and Political Chaos in the Post-Soviet Caucasus. Thomas Dunne Books (2003). ISBN 0-7656-1710-2
- Shapi, Kaziev. Caucasian highlanders (Повседневная жизнь горцев Северного Кавказа в XIX в.). Everyday life of the Caucasian highlanders. 19th century (In the co-authorship with I.Karpeev). "Molodaya Gvardiy" publishers. Moscow, 2003. ISBN 5-235-02585-7
- Kovalevskaia, V. B. "Central Ciscaucasia in Antiquity and Early Middle Ages: Caucasian Substratum and Migrations of the Iranic-Speaking Tribes." (1988).
- Atkin, Muriel. Russia and Iran, 1780–1828.  Minneapolis: University of Minnesota Press, 1980. ISBN 978-0816609246.
- Baddeley, John F. The Russian Conquest of the Caucasus.  Londres: Longmans, Green and Co., 1908.
- Bournoutian, George. From the Kur to the Aras: A Military History of Russia's Move into the South Caucasus and the First Russo-Iranian War, 1801–1813.  Leiden: Brill, 2021. ISBN 978-90-04-44515-4.
- Breyfogle, Nicholas. Heretics and Colonizers: Forging Russia's Empire in the South Caucasus.  Ithaca: Cornell University Press, 2005. ISBN 978-0801442421.
- Haxthausen, Baron agost von. Transcaucasia and the Tribes of the Caucasus.  Londres: Gomidas Institute, 2016. ISBN 978-1909382312.
- Jersild, Austin. Orientalism and Empire: North Caucasus Mountain Peoples and the Georgian Frontier, 1845-1917.  Montreal and Kingston: McGill-Queen's University Press, 2003. ISBN 978-0773523296.
- King, Charles. The Ghost of Freedom: A History of the Caucasus.  Oxford: Oxford University Press, 2008. ISBN 978-0195177756.
- Layton, Susan. Russian Literature and Empire: Conquest of the Caucasus from Pushkin to Tolstoy.  Cambridge: Cambridge University Press, 1995. ISBN 978-0521444439.
- Tsutsiev, Arthur. Atlas of the Ethno-Political History of the Caucasus.  New Haven: Yale University Press, 2014. ISBN 978-0300153088.
- Gammer, Moshe. Muslim Resistance to the Tsar: Shamil and the Conquest of Chechnia and Daghestan. Frank Cass & Co. Ltd., 1994. 247 p. — ISBN 978-0714634319
- A state of nations: empire and nation-making in the age of Lenin and Stalin.  Oxford: Oxford University Press, 2001, p. 45. ISBN 9780195144239. OCLC 252665835.
- Thomas., De Waal. The Caucasus: an introduction.  Oxford: Oxford University Press, 2010. ISBN 9780195399776. OCLC 667234711.
- Grayson, Albert Kirk. Assyrian Royal Inscriptions: Volume I. Wiesbaden: Otto Harrassowitz., 1972.
- «r/MapPorn - Ancient Middle East - 1325 BC [5906x4429 [OC]]».   reddit, 23-03-2019.
- Assyrian and Babylonian Chronicles, Albert Kirk Grayson
- Ronald Grigor Suny. The Making of the Georgian Nation.  Indiana University Press, 1 gener 1994, p. 6–. ISBN 978-0-253-20915-3 [Consulta: 25 agost 2013].
- Armen Petrosyan The Armenian Elements In The Language And Onomastics Of Urartu.  Association For Near Eastern And Caucasian Studies, 1 setembre 2010, p. 137 [Consulta: 9 octubre 2019].
- Hrach Martirosyan (2014). "Origins and Historical Development of the Armenian Language". Leiden University: 9. Retrieved 9 octubre 2019.
- A.V. Dumikyan (2016). "Taik in The Assyrian and Biainian Cuneiform Inscriptions, Ancient Greek and Early Medieval Armenian Sources (the Interpretations of the 19th Century French Armenologists)" Fundamental Armenology No. 2 4.
- Tsaroïeva, Mariel. Anciennes croyances des Ingouches et des Tchétchènes: peuples du Caucase du Nord (en francès).  París: Maisonneuve et Larose, 2005. ISBN 2-7068-1792-5.